# Сејков
Сејков (слч. Sejkov) насељено је мјесто са административним статусом сеоске општине (слч. obec) у округу Собранце, у Кошичком крају, Словачка Република.

## Становништво
| Година:    | 1994. | 2004.   | 2014.   | 2024.   |
| ---------- | ----- | ------- | ------- | ------- |
| Број људи: | 217   | 201     | 207     | 197     |
| Разлика:   |       | -7,37 % | +2,98 % | -4,83 % |

| Година:    | 2023. | 2024. |
| ---------- | ----- | ----- |
| Број људи: | 197   | 197   |
| Разлика:   |       | +0 %  |

Према подацима о броју становника из 2024. године насеље је имало 197 становника.